# Parte interna
In matematica, e più precisamente in topologia, la parte interna di un insieme {\displaystyle S} consiste in tutti i punti che sono intuitivamente «non sui bordi di {\displaystyle S}». Un punto della parte interna di {\displaystyle S} è un punto interno di {\displaystyle S}. La nozione di parte interna è per molti versi il duale della nozione di chiusura.

## Definizioni
Se {\displaystyle S} è un sottoinsieme di uno spazio euclideo, allora {\displaystyle x} è un punto interno di  {\displaystyle S} se esiste una palla aperta centrata in {\displaystyle x} e contenuta in {\displaystyle S}.
Questa definizione si generalizza a ogni sottoinsieme {\displaystyle S} di uno spazio metrico {\displaystyle X}, infatti se {\displaystyle X} è uno spazio metrico con metrica {\displaystyle d}, allora {\displaystyle x} è un punto interno di {\displaystyle S} se esiste {\displaystyle r>0} tale che {\displaystyle y} sia in {\displaystyle S} ogni volta che la distanza è {\displaystyle d(x,y)<r}.
La parte interna di un sottoinsieme {\displaystyle S} di uno spazio euclideo è l'insieme di tutti i punti interni di S.
L'interno di {\displaystyle S} è indicato con {\displaystyle {\rm {int}}(S)}, {\displaystyle {\rm {Int}}(S)}, o {\displaystyle {\overset {\circ }{S}}}. In altre parole:
{\displaystyle {\rm {Int}}(S)=\{x\in S\ |\ \exists U(x):U(x)\subset S\}}
dove si indica con {\displaystyle U(x)} un intorno di {\displaystyle x}.
Nota che queste proprietà sono soddisfatte anche se "interno", "sottoinsieme", "unione", contenuto in", "più grande" e "aperto" sono sostituiti da "chiusura", "superinsieme", "intersezione", "che contiene", "più piccolo" e "chiuso". Per maggiori informazioni sull'argomento, vedi operatore di interno più in basso.

### Caso generale in uno spazio topologico
Questa definizione si generalizza a uno spazio topologico sostituendo la "palla aperta" con "intorno". Nota che questa definizione non dipende dal fatto che gli intorni siano aperti oppure no.
Sia  {\displaystyle (X,\tau )} spazio topologico e sia {\displaystyle S\subseteq X}. Un punto {\displaystyle x\in X} si dice interno a {\displaystyle S} se {\displaystyle \exists \ U\in \tau } tale che {\displaystyle x\in U\subseteq S}, ossia se {\displaystyle S} è un intorno di {\displaystyle x}.
La parte interna di un sottoinsieme {\displaystyle S} è l'insieme di tutti i punti interni di {\displaystyle S} ed è indicato con {\displaystyle Int(S)} oppure {\displaystyle {\overset {\circ }{S}}}.

## Proprietà
Sia  {\displaystyle (X,\tau )} spazio topologico e siano {\displaystyle A},{\displaystyle B} sottoinsiemi di {\displaystyle X}.
Allora:
- {\displaystyle {\rm {Int}}(A)\subseteq A}  è un aperto in {\displaystyle X} ed è il più grande aperto contenuto in {\displaystyle A};
- {\displaystyle A} è aperto in {\displaystyle X} {\displaystyle \Leftrightarrow } {\displaystyle A={\rm {Int}}(A)};
- {\displaystyle A\subseteq B\Rightarrow {\rm {Int}}(A)\subseteq {\rm {Int}}(B)};
- {\displaystyle {\rm {Int}}(A\cup B)\supseteq {\rm {Int}}(A)\cup {\rm {Int}}(B)}
- {\displaystyle {\rm {Int}}(A\cap B)={\rm {Int}}(A)\cap {\rm {Int}}(B)}.

Osserviamo che quindi queste proprietà valgono anche in un qualsiasi spazio metrico e spazio euclideo.

## Esempi
- In ogni spazio la parte interna dell'insieme vuoto è l'insieme vuoto.
- In ogni spazio {\displaystyle X},{\displaystyle {\overset {\circ }{X}}=X}.
- Se {\displaystyle X} è lo spazio euclideo {\displaystyle \mathbb {R} } dei numeri reali, allora {\displaystyle {\rm {Int}}([0,1])=(0,1)}.
- Se {\displaystyle X} è lo spazio euclideo {\displaystyle \mathbb {R} }, allora la parte interna dell'insieme {\displaystyle \mathbb {Q} } dei numeri razionali è vuoto.
- Se {\displaystyle X} è il piano complesso {\displaystyle \mathbb {C} =\mathbb {R} ^{2}}, allora {\displaystyle \operatorname {Int} ({z\in \mathbb {C} :|z|\geq 1})=\{z\in \mathbb {C} :|z|>1\}.}
- In ogni spazio euclideo, la parte interna di ogni insieme finito è l'insieme vuoto.

Sull'insieme dei numeri reali è possibile porre un'altra topologia diversa da quella standard.
- Se {\displaystyle X=\mathbb {R} }, dove {\displaystyle \mathbb {R} } ha la topologia del limite inferiore, allora {\displaystyle {\rm {Int}}([0,1])=[0,1)}.
- Se si considera su {\displaystyle \mathbb {R} } la topologia nella quale ogni insieme è aperto, allora {\displaystyle {\rm {Int}}([0,1])=[0,1]}.
- Se si considera su {\displaystyle \mathbb {R} } la topologia nella quale gli unici insiemi aperti sono l'insieme vuoto e {\displaystyle \mathbb {R} } stesso, allora {\displaystyle {\rm {Int}}([0,1])=\emptyset }.

Questi esempi mostrano che l'interno di un insieme dipende dalla scelta della topologia dello spazio sottostante. Gli ultimi due esempi sono casi particolari dei seguenti:
- In ogni spazio discreto, dal momento che ogni insieme è aperto, ogni insieme è uguale al suo interno.
- In ogni spazio banale {\displaystyle X}, dal momento che gli unici insiemi aperti sono l'insieme vuoto e {\displaystyle X} stesso, abbiamo {\displaystyle {\rm {Int}}(X)=X} e per ogni sottoinsieme proprio {\displaystyle A} di {\displaystyle X}, {\displaystyle {\overset {\circ }{A}}=\emptyset }.

## Operatore parte interna
Dato un insieme {\displaystyle S}, l'operatore parte interna {\displaystyle {\overset {\circ }{S}}} è il duale dell'operatore di chiusura {\displaystyle {\bar {S}}}, nel senso che
{\displaystyle {\displaystyle {\overset {\circ }{S}}}=X\backslash {\overline {(X\backslash S)}}}
e anche
{\displaystyle {\displaystyle {\bar {S}}=X\backslash {\overset {\circ }{(X\backslash S)}}}}
dove {\displaystyle X} indica lo spazio topologico contenente {\displaystyle S}, e {\displaystyle \backslash } indica il complemento di un insieme.
Di conseguenza la teoria astratta degli operatori di chiusura e gli assiomi di chiusura di Kuratowski possono essere facilmente tradotti nel linguaggio degli operatori parte interna, sostituendo gli insiemi con i loro complementi.